# Famille Chiappe
Cette page explique l’histoire ou répertorie les différents membres de la famille Chiappe.
La famille Chiappe, kjap en français, , forme francisée de Chiappa, est une famille originaire de Corse dont :
- Ange-Marie Chiappe (1766-1826), député et secrétaire de la Convention. 
  - Rue du Conventionnel-Chiappe à Paris et rue Ange-Marie-Chiappe à Ajaccio.
- Jean Chiappe (1878-1940), préfet de police de 1927 à 1934, député, nommé haut-commissaire de France au Levant en 1940.
  - Avenue Jean-Chiappe dans le 16e arrondissement de Paris, nommée ainsi de 1941 à 1945, rebaptisée ensuite avenue Georges-Mandel.
- Angelo Chiappe (1889-1945), frère de Jean, préfet, fusillé à la Libération pour collaboration.
- Jean-François Chiappe (1931-2001), fils d’Angelo, historien, producteur de télévision et militant royaliste.

## Anthroponymie
Dans son Dictionnaire étymologique des noms de famille
, 
Marie-Thérèse Morlet indique que la patronyme corse Chiappa ainsi que ses formes francisées Chiape et Chiappe sont des noms topographiques dérivant de l’occitan clapo, pierre (terme pré-latin clapp : * calappa, terrain pierreux).